# Collodiscula
Collodiscula is een geslacht van schimmels behorend tot de familie Xylariaceae. De typesoort is Collodiscula japonica.

## Soorten
Volgens Index Fungorum telt het geslacht zeven soorten (peildatum mei 2023):
| Soortnaam                      | Auteur(s)                      | Publicatiejaar |
| ------------------------------ | ------------------------------ | -------------- |
| Collodiscula bambusae          | Q.R. Li & J.C. Kang            | 2015           |
| Collodiscula chiangraiensis    | Senan. & K.D. Hyde             | 2017           |
| Collodiscula fangjingshanensis | Q.R. Li, J.C. Kang & K.D. Hyde | 2015           |
| Collodiscula japonica          | I. Hino & Katum.               | 1955           |
| Collodiscula lancangjiangensis | Y.P. Wu & Q.R. Li              | 2021           |
| Collodiscula leigongshanensis  | Q.R. Li, J.C. Kang & K.D. Hyde | 2015           |
| Collodiscula tubulosa          | Q.R. Li, J.C. Kang & K.D. Hyde | 2020           |